# Apokryficzny list Jakuba
Apokryficzny list Jakuba – pseudoepigraf, gnostycki utwór z Nag Hammadi (NHC I,2). Pismo to, mające postać listu, zawiera też mniejsze formy charakterystyczne dla apokaliptyki i tradycji judeochrześcijańskiej. W odróżnieniu od koncepcji gnostyckich przedstawia oryginalną naukę o męczeństwie.